# Willem II van Warenne
Willem II van Warenne (ca. 1070 - 11 mei 1138) was een vooraanstaand Engels-Normandisch edelman.

## Biografie
Willem was zoon van Willem van Warenne en Gundrada. 
Willem volgde in 1088 zijn vader op als graaf van Surrey. In 1091 verdedigde hij samen met Hugo Grantmesnil, Courcy tegen Robert Curthose. Zijn poging om te trouwen met Edith van Schotland mislukte toen zij voor Hendrik Beauclerc koos. In 1101 steunde Willem Robert tegen Hendrik (die koning van Engeland was geworden), omdat Hendrik Roberts goederen had bezet tijdens zijn afwezigheid tijdens de Eerste Kruistocht. Dit kostte Willem zijn Engelse bezittingen. In 1103 kreeg hij zijn Engelse bezittingen terug en was vervolgens een trouwe vazal van Hendrik. Willem was in 1106 een van zijn aanvoerders in de slag bij Tinchebrai waar Robert definitief werd verslagen. In 1119 vocht Willem nog mee aan de kant van Hendrik in de gewonnen slag bij Bremule tegen Lodewijk VI van Frankrijk. Verder komt Willem alleen voor als hoveling (1109 aanwezig op het concilie van Nottingham, 1110 getuige bij het verdrag van Dover). In 1135 is hij aanwezig bij het overlijden van Hendrik en brengt zijn lichaam naar Rouen. De verzamelde Normandische edelen kiezen hem daar tot gouverneur van de stad. Hij werd begraven in de priorij van Lewes.

## Huwelijk
Willem kreeg een verhouding met Isabella van Vermandois (ca. 1085 - 13 februari 1131), dochter van Hugo I van Vermandois en Adelheid van Vermandois. Zij was al getrouwd met de veel oudere Robert I van Meulan. Robert en Isabella hadden zes kinderen. In 1115 liet ze zich door Willem ontvoeren. Na Roberts dood in 1118 trouwden zij. Isabella is begraven in Lewes.
Zij kregen de volgende kinderen:
- Willem (ca. 1119 - Laodicea, 19 januari 1148), earl van Surry, gesneuveld tijdens de Tweede Kruistocht. Gehuwd met Ela van Ponthieu, dochter van Willem I van Ponthieu. Ze hadden een dochter Isabella die Willem opvolgde als gravin van Surrey. Zij trouwt met Willem I van Boulogne, die door zijn vader werd onterfd voor de Engelse troon. Willem en Isabella kregen geen kinderen. Na Willems dood hertrouwde ze met Hamelin van Anjou, ze kregen vijf kinderen en haar oudste zoon Willem werd earl van Surrey. Isabella en Hamelin werden begraven in Lewes.
- Gundred (ovl. na 1166), gehuwd met Rogier van Beaumont, earl van Warwick, ze kregen vermoedelijk zes kinderen. In haar tweede huwelijk getrouwd met Willem van Lancaster, ze kregen vermoedelijk twee kinderen.
- Ralph, jong overleden
- Ada (ovl. 1178), gehuwd met Hendrik van Schotland
- Reginald (ovl. 1179), gehuwd met Willem van Wormegay, ze kregen zes kinderen.